# 一般裁判所 (欧州連合)
欧州連合 (英略称: EU、仏略称: UE) の一般裁判所 (いっぱんさいばんしょ、英: The General Court、仏: Le Tribunal、非公式英略称: EGC) は欧州連合司法裁判所 (英略称: CJEU、仏略称: CJUE) の一つを構成する国際裁判所である。欧州共同体 (英略称: EC、仏略称: CE) からEUへ体制を完全移行させたリスボン条約が2009年12月に発効する以前は、第一審裁判所 (だいいっしんさいばんしょ、英: The Court of First Instance of the European Communities (CFIまたはCFIEC)、仏: Le Tribunal de première instance des Communautés européennes (TPICE)) と呼ばれていた。所在地はルクセンブルクのキルヒベルク。
CJEUにおける第一審の裁判所として、一般裁判所は欧州連合競争法 (反トラスト) 違反や商標権侵害、各種損害賠償事件といった様々なEU法に関連する紛争を取り扱うが、これは直接訴訟と呼ばれ、EU域内の市民・法人・EU加盟国の政府機関などが直接、(国内裁判所ではなく国際裁判所たる) 一般裁判所に訴訟を提起するタイプである。直接訴訟において一般裁判所の下した判決に不服の場合、訴訟当事者はCJEU内の上級審としての司法裁判所 (英: Court of Justice、略称: ECJ) に上訴できる、いわゆる二審制の体制をとっている。
一般裁判所は直接訴訟以外にも、先決裁定手続 (英: preliminary ruling procedure) をとることがある。これはEU加盟国内の裁判所が国内法に基づいて取り扱う事件において、上位法たるEU法の条文解釈や効力について疑義が生じた場合、いったん国内の審理を中断させて、国内裁判所からCJEUに解釈を付託する手続を指す。一般裁判所はすべての先決裁定を扱うわけではなく、付加価値税 (VAT、日本の消費税に類似の税) や温室効果ガスの排出権取引など、6分野に限定される。
一般裁判所を含むCJEUでは作業言語としてフランス語が用いられており、フランス語以外では入手できない文書も一部存在する。ただし、判決文は公式の判例集 (英: European Court Report、略称: ECR) に収録されてEU官報を掲載するウェブサイトのEUR-Lex上で電子公開されており、フランス語以外にも認められているEUの公用語 (英語、ドイツ語など) でも閲覧可能となっている。
本項では現在の一般裁判所、およびその前身である1988年設立の第一審裁判所について併せて解説する。1988年以前は司法裁判所と分離せず単一組織であったことから、本項の対象外とする。

## 裁判所の組織全体構成と呼称の変遷
現在のEU裁判所の組織構成を定義するのは、欧州連合条約 (TEU) の第19条第1項である。歴史的に見ると、当初は単一の裁判所だったものの、通称ECJの業務量増加に伴い、一般裁判所の前身である第一審裁判所が分離新設された (1988年10月24日のCouncil Decision 88/591/ECSC, EEC, Euratomに基づく)。さらに2009年発効のリスボン条約でECからEU体制に完全移行したタイミングで、一般裁判所の権限は拡大している。また、2004年から2016年8月まで分離新設されていた欧州連合公務員裁判所が、2016年9月からは一般裁判所に機能統合している。
現在の欧州連合の裁判所全体構成 (リスボン条約が発効した2009年12月以降)
- 欧州連合司法裁判所 (英: The Court of Justice of the European Union、略称: CJEU)
  - 司法裁判所 (英: The Court of Justice、略称: ECJ[注 2])
  - 本項が解説対象とする一般裁判所 (英: The General Court)[注 5]
  - 専門裁判所 (英: Specialised courts) としての欧州連合公務員裁判所 (英: The Civil Service Tribunal、2016年8月まで)[注 5]

過去の裁判所の全体構成と当時の呼称 (1988年からリスボン条約発効前の2009年11月まで)
- 欧州共同体司法裁判所 (英: The Court of Justice of the European Communities、略称: CJEC[5])
  - 司法裁判所 (英: The Court of Justice、略称: ECJ[注 2])
  - 本項が解説対象とする第一審裁判所 (英: The Court of First Instance、略称: CFI、現在の一般裁判所に相当)
  - 専門裁判所 (英: Specialised courts) としての欧州連合公務員裁判所 (英: The Civil Service Tribunal、2004年新設・2005年稼働開始[21])

第一審裁判所が分離新設される前の単一裁判所の呼称
- 1957年から1988年まで - 欧州共同体司法裁判所 (英: The Court of Justice of the European Communities、略称: CJEC[5])[8]
- 1952年から1957年まで - 欧州石炭鉄鋼共同体司法裁判所[8] (非公式に欧州司法裁判所 (英: European Court of Justice、略称: ECJ) と呼称されていた[3][注 2])

## 取扱事案
一般裁判所を含むCJEUは、EU法の解釈およびEU法の運用・適用の適法性を判断する。CJEUの取扱事案は以下のとおり、大きくは直接訴訟と先決裁定手続 (英: preliminary ruling procedure) に分類される。このうち、一般裁判所の管轄は【G】、ECJの管轄は【E】、両裁判所の二審制がとられる場合は【GE】と表記して役割分担を以下に示す (2025年1月時点のCJEU公表情報)。細則は欧州連合機能条約 (英略称: TFEU) にて規定されている。
- 当事者 (原告・被告など) および事案の性質の観点からの分類[11]
  - 直接訴訟
    - 【GE】原告がEUの自然人 (一般個人) ないし法人で、被告がEUの諸機関 (EUの行政機関である欧州委員会およびその下部にある監督官庁、EUの立法機関である欧州連合理事会など) の事案全般
    - 【GE】原告がEU加盟国の政府で、被告が欧州委員会の事案全般
    - 原告がEU加盟国の政府で、被告が欧州連合理事会
      - 【GE】政府補助金あるいはダンピングなど貿易に関連するEU加盟国の法令に関する事案
      - 【E】上記以外の事案

    - 損害賠償請求訴訟
      - 【GE】EUの諸機関またはその職員に対する損害賠償請求事案
      - 【E】上記以外の事案でEU法に関する損害賠償請求事案

    - EUの締結した契約関連
      - 【GE】一般裁判所の管轄であると明示されている契約に関する事案
      - 【E】上記以外のEU契約事案

    - 知的財産権 (特許、商標、著作権などの総称) 関連
      - 【GE】被告が欧州連合知的財産庁 (EUIPO) ないし欧州植物品種庁 (CPVO) の事案全般
      - 【E】上記以外の知的財産権事案

    - 【GE】旧・欧州連合公務員裁判所の取扱事案 (EU公務員の雇用・社会福祉関連問題)

  - 先決裁定
    - 【G】右記6分野: (1) 付加価値税 (VAT) 全体共通の制度、(2) 消費税 (excise duties)、(3) 欧州連合関税法典、(4) 合同関税品目分類表（英語版） (略称: CN) の分類法、(5) 交通機関の搭乗拒否・遅延・欠航に伴う乗客への弁済・救済、および (6) 温室効果ガスの排出権取引
    - 【E】上記6分野以外

直接訴訟の事案は、一般裁判所が第一審として取り扱ったものが上訴された場合は、上級審かつ最終審であるECJが取り扱う階層的な役割分担になっている。一方の先決裁定は、2024年10月より一般裁判所が上述の6分野に限定して取り扱い始めており、それ以外はECJの管轄となっていることから一般裁判所とECJ間に上下階層はなく、並立して先決裁定を分担している状況である (すなわち、2024年9月以前は一般裁判所による先決裁定は行われていなかった)。
直接訴訟は目的で細分すると、EU諸機関を相手取った (A) 無効確認訴訟 (ないし取消訴訟) (TFEU 第263条、第264条、第265条)、(B) 不作為訴訟 (TFEU 第265条、第266条)、(C) 損害賠償請求訴訟 (TFEU 第268条、第340条) がある。またEU加盟国を相手取った直接訴訟には (D) 義務不履行訴訟 (TFEU 第258条、第259条、第260条) があるほか、EUが他国ないし他の国際機構と締結する条約に関する (E) 条約適合性審査 (TFEU 第218条11項) がある。
(A) 無効確認訴訟とは、EUの規則や指令、決定といった二次法 (派生法とも呼ぶ) が、その上位法であるEUの一次法 (欧州連合条約 (TEU) や欧州連合機能条約 (TFEU)、欧州連合基本権憲章など) と矛盾しているとして二次法の立法無効を求める訴訟である。さらに立法だけでなく、EU法に反する行為をEU諸機関ないしEU加盟国政府がとれば、これも無効を求めることができる。

## 審理手続
先決裁定についてはECJと一般裁判所で共通の手続がとられている。一方の直接訴訟に関しては、ECJとは別個に一般裁判所独自の審理手続規定 (英: the Rules of Procedure of the General Court) が存在する。この規定には運用マニュアルも用意されており、2025年1月時点の最新版は2024年8月12日改訂版である。
一般裁判所に直接訴訟を提起されると、EUの全公用語 (2025年1月時点で計24言語) で要旨が作成・翻訳され、EU官報を掲載するEUR-Lexのウェブサイト上に公示される。提起後の審理手続は、書面審理と口頭弁論に大きく分類される。口頭弁論が行われる場合はパブリックヒアリング (英: Public hearing) の場が設けられる。裁判官の中で報告業務を担当する報告裁判官 (英: Judge-Rapporteur)が、事実関係や当事者双方の主張などの要点をとりまとめた資料を作成する。こうした審理を踏まえ、事件の担当裁判官 (一般的には3名から5名の複数人で構成) が判決を下すことになる。
審理開始前にEU公用語の中から、事案ごとに用いる言語を1つ選択する。原告側および被告 (人) 側だけでなく、仲裁に入る者も含め、選択された言語を用いる必要がある。ただしCJEUの作業言語はフランス語であり、判決文の言い渡しなどはフランス語のみが用いられる。このような背景から、発言の正確性を重視した逐語的な翻訳が求められ、特に口頭弁論ではCJEUの翻訳担当官 (英: the Interpretation Directorate) が訴訟当事者と裁判官の間を翻訳で円滑につなぐ役割を担っている。
審理費用は無料となっている。

## 裁判官と法廷の内訳
EU加盟各国からそれぞれ2名が指名され、一般裁判所の裁判官を務める。任期は6年間で再任も可能である。当初、一般裁判所 (および旧・第一審裁判所) の裁判官は各国1名の体制であったが、2016年より増員させ、2019年9月から現在の2名体制となった。
ECJには裁判官とは別に法務官 (Advocate General、略称: AG) がいるが、一般裁判所に法務官は置かれていない。
法廷は複数の小法廷に分かれており、それぞれに小法廷総括者たる小法廷筆頭判事 (President of Chamber) が置かれている。2025年1月時点で一般裁判所には第1から第10までの小法廷と、各小法廷に "extended" が設置されているため、計20に分かれていることになる。さらに一般裁判所長官 (President of the General Court) が全小法廷を統括する階層構造となっている。一般裁判所長官の任期は3年間で再任可能となっている。

### 長官
| 年        | 長官名と出身国                                                | 出典          |
| --------- | ------------------------------------------------------------- | ------------- |
| 1989-1995 | ホセ・ルイス・ダ・クルス・ヴィラサ (José Luis da Cruz Vilaça) | [ 40 ]        |
| 1995-1998 | アントニオ・サッジョ (Antonio Saggio)                         | [ 40 ]        |
| 1998-2007 | ボー・ヴェステルドルフ (Bo Vesterdorf)                        | [ 41 ]        |
| 2007-2019 | マルク・イェーガー (Marc Jaeger)                              | [ 42 ]        |
| 2019-     | マルク・フォン・デア・ヴァウデ (Marc van der Woude)           | [ 38 ] [ 43 ] |